# Herbie Hancock-diszkográfia
Ez a cikk Herbie Hancock jazz-zenész lemezeinek gyűjteménye.

## Fontosabb kiadványok saját néven
- Takin' Off (1962) – Blue Note
- My Point of View (1963) – Blue Note
- Inventions and Dimensions (1963) – Blue Note
- Empyrean Isles (1964) – Blue Note
- Maiden Voyage (1965) – Blue Note
- Blow-Up (Soundtrack) (1966) – MGM
- Speak Like a Child (1968) – Blue Note
- The Prisoner (1969) – Blue Note
- Fat Albert Rotunda (1969) – Warner Bros.
- Mwandishi (1970) – Warner Bros.
- Crossings (1972) – Warner Bros.
- Sextant (1973) – Columbia
- Head Hunters (1973) – Columbia
- The Spook Who Sat by the Door (soundtrack) (1973)
- Thrust (1974) – Columbia
- Death Wish (soundtrack) (1974) – Columbia
- Dedication (1974) – Columbia
- Man-Child (1975) – Columbia
- Flood (1975) – Columbia – live album only released in Japan
- Secrets (1976) – Columbia
- VSOP (1976) – Columbia
- VSOP: The Quintet (1977) – Columbia
- Herbie Hancock Trio (1977) - Columbia
- VSOP: Tempest in the Colosseum (1977) – Columbia
- Sunlight (1977) – Columbia
- Direct Step (1978) – Columbia
- An Evening with Herbie Hancock & Chick Corea: In Concert (1978) – Columbia
- The Piano (1979) – Columbia
- Feets, Don't Fail Me Now (1979) – Columbia
- VSOP: Live Under the Sky (1979) – Columbia
- CoreaHancock (1979) - Polydor
- Monster (1980) – Columbia
- Mr. Hands (1980) – Columbia
- Herbie Hancock Trio (1981) – Columbia
- Magic Windows (1981) – Columbia
- Lite Me Up (1982) – Columbia
- Quartet (1982) – Columbia
- Future Shock (1983) – Columbia
- Sound-System (1984) – Columbia
- Village Life (1985) - Columbia
- Round Midnight (soundtrack) (1986) – Columbia
- Perfect Machine (1988) – Columbia
- A Tribute to Miles (1994) – Qwest/Warner Bros.
- Dis Is Da Drum (1994) – Island/Mercury
- The New Standard (1995) – Verve
- 1 + 1 (1997) – Verve
- Gershwin's World (1998) – Verve
- Mr. Funk (2001) - Columbia
- Future2Future (2001) – Transparent
- Directions in Music: Live at Massey Hall (2002) – Verve
- Day Dreams (2002) – Prism Platinum
- Possibilities (2005) – Concord/Hear Music
- The Essential Herbie Hancock (2006) – Columbia/Sony BMG
- River: The Joni Letters (2007) – Verve

## Miles Davis mellett
- Seven Steps to Heaven (1963) – Columbia
- E.S.P. (1965) – Columbia
- Miles Smiles (1966) – Columbia
- Sorcerer (1967) – Columbia
- Nefertiti (1967) – Columbia
- Miles in the Sky (1968) – Columbia
- Filles de Kilimanjaro (1968) – Columbia
- In a Silent Way (1969) – Columbia
- A Tribute to Jack Johnson (1970) – Columbia
- On the Corner (1972) – Columbia
- Big Fun (1974) - Columbia
- Get Up with It (1974) - Columbia
- Water Babies (1976, felvéve 1968-ban) - Columbia

## Külső hivatkozások
- Herbie Hancock hivatalos weboldala
- Herbie Hancock hivatalos MySpace-oldala
- Herbie Hancock a Verve Records-nál
- River:The Joni Letters a Verve Records-nál
- Possibilities Herbie Hancock
- Discography Herbie Hancock-diszkográfia